# Manfred Hart
Manfred Hart (* 6. November 1953) ist ein deutscher Journalist. Von April 2007 bis Januar 2014 war er Chefredakteur von bild.de (Betreiber: BILD digital GmbH & Co. KG), dem Online-Portal zur „Bild“-Zeitung der Axel Springer AG.

## Leben
Manfred Hart studierte Politikwissenschaft und Geschichte mit Master-Abschluss. Nach dem Besuch der Deutschen Journalistenschule in München begann er seine Berufslaufbahn als Redakteur beim Münchner Boulevardblatt „Abendzeitung“. Später ging er zur Axel Springer AG, wo er bis Dezember 1998 Nachrichtenchef und stellvertretender Chefredakteur der gedruckten „Bild“-Zeitung sowie geschäftsführender Redakteur der Welt am Sonntag war, ab August 1999 bis Dezember 2000 stellvertretender Chefredakteur der Welt am Sonntag. Von Januar 2001 bis Februar 2005 war er stellvertretender Chefredakteur der „Bild“-Zeitung. Im März 2005 wechselte er zu Hubert Burda Media, wo er bis März 2007 bei der Illustrierten „Bunte“ als Stellvertreter der Chefredakteurin Patricia Riekel fungierte. Seit April 2007 bis 2014 war er erneut im Springer-Konzern als Chefredakteur des Internet-Portals bild.de. Die Stelle wurde im Februar 2014 durch Julian Reichelt besetzt, Hart wurde ab Februar 2014 Chefredakteur für digitale Entwicklungsprojekte bei der „Bild“-Zeitung. 2018 ging er in Rente.